# Priponești
Priponești – wieś w Rumunii, w okręgu Gałacz, w gminie Priponești. W 2011 roku liczyła 450 mieszkańców.